# Cino4
Cino4 var en 4D-biograf inom Tekniska museet i Stockholm och var (2012) Sveriges enda av sitt slag.
Cino4 öppnades den 12 januari 2007 av kulturminister Lena Adelsohn Liljeroth med premiäfilmen "Flyg!". Cino4 visade filmer i 3D men dessutom med stolar som rörde sig, vindpustar, vattenstänk och dofter i salongen som utgjorde en "fjärde dimension". Tekniska Museet kallade sin biograf 4D-bio. Den tekniska installationen bestod av: ljudanläggning, videoprojektorer, vattenpuffar, doftspridare, vind-, rök- och bubbelmaskiner samt stolarnas rörelse. Besökarna använde polariserade glasögon och det fanns fjärrkontroller för interaktiva quiz som brukade avsluta filmerna.
Samtliga filmer som visades var omkring 30 minuter långa och hade antingen svensk eller engelsk berättare. Eftersom effekterna var mycket realistiska hade barn under 4 år inte tillträde till föreställningen och barn i åldrarna 4–7 år endast i sällskap av en vuxen. Biograflokalen användes tidigare som hörsal.
Inredningen med rörliga stolar och andra sinneseffekter användes också för teaterpjäsen Ett skakigt äventyr. Det hade premiär i Cino4 20 november 2010 och var en föreställning för personer med dövblindhet. Pjäsen genomfördes i samarbete mellan Tekniska museet och Riksteaterns Tyst teater i regi av Josette Bushell Mingo. 
Under den första månaden såldes 12 254 biljetter och 29 januari 2007 öppnades möjligheten till att boka biljetter på nätet. Cino4 stängde för gott den 15 juni 2016 då tekniken inte längre gick att hålla uppdaterad. 